# Xanthorhoe regulata
Xanthorhoe regulata är en fjärilsart som beskrevs av Walker 1862. Xanthorhoe regulata ingår i släktet Xanthorhoe och familjen mätare. Inga underarter finns listade i Catalogue of Life.